# أكيرا فوجي
أكيرا فوجي (باليابانية: 藤井旭؛ بالكانا: ふじい あきら) هو مصور وعالم فلك ورسام توضيحي ياباني، ولد في 12 يناير 1941 في ياماغوتشي في اليابان.